# Dicranomyia (Dicranomyia) ozarkensis
Dicranomyia (Dicranomyia) ozarkensis is een tweevleugelige uit de familie steltmuggen (Limoniidae). De soort komt voor in het Nearctisch gebied.